# Holger Altmeppen
Holger Altmeppen (* 4. März 1957 in Papenburg) ist ein deutscher Jurist und Hochschullehrer. Er war Professor an der Universität Passau.

## Leben
Nach dem Abitur in Papenburg studierte Altmeppen ab 1975 Rechtswissenschaft an der Universität Saarbrücken, der Universität Münster sowie der Universität Bonn. Im Februar 1981 legte er vor dem Landesjustizprüfungsamt Rheinland-Pfalz die Erste Juristische Staatsprüfung ab. Anschließend absolvierte Altmeppen den Juristischen Vorbereitungsdienst im OLG-Bezirk Köln. Die Zweite Juristische Staatsprüfung bestand er im März 1984. Im gleichen Jahr wurde Altmeppen zur Rechtsanwaltschaft zugelassen.
1986 wurde Altmeppen mit einer Untersuchung der Provisionsansprüche bei Vertragsauflösung an der Universität Bonn zum Dr. iur. promoviert. Ab 1990 war Altmeppen wissenschaftlicher Assistent von Rolf Knütel an der Universität Bonn, wo er sich im Juli 1993 mit einer Untersuchung zur Disponibilität des Rechtsscheins habilitierte. Anschließend erhielt Altmeppen Rufe auf Lehrstühle an den Universitäten Leipzig, Halle, Greifswald und Passau, von denen er den letzteren annahm.
Zum Wintersemester 1993/94 wurde er Inhaber des Lehrstuhls für Bürgerliches Recht, Handels- und Wirtschaftsrecht I der Universität Passau. Einen Ruf auf den Lehrstuhl für Bürgerliches Recht und Wirtschaftsrecht an der Universität zu Köln lehnte er 1998 ab.
Altmeppen war von 2005 bis 2008 Dekan der Juristischen Fakultät der Universität Passau. Nach dem Wintersemester 2022/23 wurde Altmeppen emeritiert, wobei er im Anschluss weiterhin als Anwalt tätig bleiben möchte.

## Veröffentlichungen (Auswahl)
- Provisionsansprüche bei Vertragsauflösung. Gieseking, Bielefeld 1987, ISBN 3-7694-0213-8.
- Disponibilität des Rechtsscheins. Otto Schmidt, Köln 1994, ISBN 3-504-06120-0.
- Die Haftung des Managers im Konzern. Beck, München 1998, ISBN 3-406-44391-5.
- Mit Günther H. Roth: Gesetz betreffend die Gesellschaften mit beschränkter Haftung. 4., neubearbeitete Auflage. Beck, München 2003; 7., neubearbeitete Auflage 2012, ISBN 978-3-406-62749-1.